# Sofie Van Accom
Pour les articles homonymes, voir Van Accom.
Sofie Van Accom, née le 7 juin 1989, est une athlète belge spécialisée dans les courses de  moyennes distances et le cross-country. Elle a été huit fois championne de Belgique..